# Krystian Matysek
Krystian Matysek (ur. 31 grudnia 1967 w Opolu) − polski operator filmowy, reżyser filmów dokumentalnych.

## Życiorys
Ukończył studia w zakresie realizacji obrazu filmowego i telewizyjnego na Wydziale Radia i Telewizji Uniwersytetu Śląskiego w Katowicach. Zadebiutował jako współautor zdjęć do filmu przyrodniczego Tętno pierwotnej puszczy w reżyserii Bożeny i Jana Walencików w 1995 roku. W tym samym roku zdobył nagrodę za reżyserię teledysku do utworu Cyrwone gorole zespołu De Press na festiwalu Yach Film.
W 2001 ukończył swój pierwszy film autorski Dziobem i pazurem (był autorem jego scenariusza, reżyserem, autorem zdjęć i współproducentem), którego realizacja trwała ponad trzy lata. Film składa się z nakręconych w północno-wschodniej Polsce, sekwencji z życia ptaków zmontowanych w sposób przypominający fabułę. Film został całkowicie pozbawiony komentarza słownego. Dziobem i pazurem było prezentowane i nagradzane na kilkunastu polskich i międzynarodowych festiwalach filmów przyrodniczych. Trzy fragmenty Dziobem i pazurem zostały wykorzystane w filmie Stara baśń. Kiedy słońce było bogiem w reżyserii Jerzego Hoffmana.
Kolejne filmy reżyserowane przez Matyska to Olter (wspomnienie o Jacku Olterze), Apokalipsa bez granic (relacja z prowincji Aceh dotkniętej działaniami wojennymi i skutkami trzęsienia ziemi) oraz Piasek jest drapieżnikiem (zrealizowany we współpracy z Dorotą Adamkiewicz, film dotyczący środowiska wydm w Słowińskim Parku Narodowym).

## Wybrana filmografia
- Reżyseria i zdjęcia
  - 2001 - Dziobem i pazurem
  - 2004 - Olter
  - 2005 - Apokalipsa bez granic
  - 2005 - Piasek jest drapieżnikiem
  - 2012 - Niedźwiedź - władca gór
  - 2012 - Sekrety miłości
  - 2013 - Statkiem po trawie
  - 2016 - Łowcy miodu
- Zdjęcia
  - 1995 - Tętno pierwotnej puszczy we współpracy z Janem Walencikiem
  - 1996 - Puchalszczyzna we współpracy z Janem Walencikiem
  - 1998 - Litwo, ojczyzno moja w reżyserii Tadeusza Bystrama